# Campagne de Napoléon Ier en Espagne
Guerre d'indépendance espagnole
Batailles
- Durango (10-1808)
- Balmaseda (11-1808)
- Burgos (11-1808)
- Roses (11-1808)
- Espinosa (11-1808)
- Tudela (11-1808)
- Bubierca (11-1808)
- Somosierra (11-1808)
- Cardedeu (12-1808)
- Saragosse (12-1808)
- 1re Molins de Rei (12-1808)
- Sahagún (12-1808)
- Benavente (12-1808)
- Mansilla (12-1808)
- Castelló d'Empúries (01-1809)
- Cacabelos (01-1809)
- Lugo (01-1809)
- Zamora (01-1809)
- Astorga (01-1809)
- La Corogne (01-1809)

La campagne de Napoléon Ier en Espagne est un épisode de la guerre d'indépendance espagnole qui correspond à la venue de l'empereur français Napoléon dans la péninsule Ibérique, de novembre 1808 à janvier 1809, afin de réprimer le soulèvement antifrançais qui agitait l'Espagne depuis le mois de mai 1808. Cette intervention fut motivée par le besoin de réparer les graves échecs subis dans ce secteur par l'armée impériale au cours de l'année 1808. Après avoir concentré ses troupes, dont une partie de la Grande Armée tout juste arrivée d'Allemagne, Napoléon ordonna à partir du 5 novembre une série de manœuvres coordonnées qui s'acheva, malgré les difficultés d'exécution et certaines erreurs de ses lieutenants, par la dislocation des forces espagnoles et la déroute de leur corps principal. L'Empereur exploita son succès et occupa rapidement Madrid, rétablissant la domination française sur les régions centrale et septentrionale de la péninsule. 
À la suite de cette victoire, Napoléon se retourna contre le corps expéditionnaire britannique qui s'était avancé en territoire espagnol et le contraignit à un rembarquement précipité, même si l'état du terrain et le climat particulièrement défavorable empêchèrent sa destruction complète. La menace d'une guerre imminente avec l'Autriche et les intrigues politiques fomentées pendant son absence décidèrent l'Empereur à quitter l'Espagne le 17 janvier 1809 et à retourner en toute hâte à Paris. En dépit des succès remportés par ses troupes lors de cette campagne, jamais Napoléon ne revint parachever sa conquête, se contentant de laisser en Espagne d'importants contingents qui s'y usèrent pendant les cinq années à venir.  

## Contexte

### Soulèvement de l'Espagne et défaites françaises
À la suite du « coup d'État » de Bayonne orchestré par Napoléon, le roi d'Espagne Charles IV de la dynastie Bourbon et son fils Ferdinand durent abdiquer en faveur d'une nouvelle constitution qui mettait le pays sous tutelle française et plaçait à la tête du royaume Joseph Bonaparte, le propre frère de Napoléon. La population espagnole, exaspérée par l'occupation française et poussée à la rébellion par la noblesse et le clergé, se souleva à la fin du mois de mai contre les envahisseurs ce qui mit immédiatement en péril le dispositif français éparpillé sur l'ensemble du territoire. Malgré l'optimisme de Napoléon qui comptait sur une rapide soumission des insurgés et la capacité de ses troupes à remporter des victoires faciles, l'insurrection s'étendit bientôt à l'Aragon, l'Andalousie, la Galice et les Asturies et se traduisit sur le terrain par une guérilla brutale à l'encontre des soldats français caractérisée par des actes de torture et d'atrocités en tout genre. L'armée française dispersée de part et d'autre de la péninsule Ibérique était forte d'environ 110 000 hommes et se composait pour l'essentiel de conscrits inexpérimentés, de régiments provisoires et de contingents étrangers qui étaient loin de soutenir la comparaison avec les vétérans de la Grande Armée stationnés alors en Allemagne afin d'occuper la Prusse et contenir les intentions belliqueuses de l'Autriche. 
L'Empereur lui-même ne facilita pas la tâche à ses commandants en ordonnant une offensive simultanée dans toutes les directions afin d'occuper les provinces insurgées et mater la rébellion. Le maréchal Joachim Murat, commandant en chef l'armée française, était affaibli par une maladie et ne s'impliqua que faiblement dans la gestion des opérations. La milice espagnole organisée par la junte insurrectionnelle reçut de son côté l'appui des troupes régulières, formant en Andalousie et en Galice des regroupements qui furent en mesure de contrer l'offensive française. Ces derniers remportèrent pourtant quelques succès initiaux : le maréchal Moncey marcha sur Valence et le général Duhesme assiégea la ville catalane de Gérone, tandis que le corps du général Dupont de l'Étang envahit l'Andalousie et livra Cordoue au pillage. Surtout, la victoire du maréchal Bessières lors de la bataille de Medina de Rioseco permit aux Français d'occuper la Vieille-Castille et entraîna la dislocation des forces espagnoles dirigées par les généraux Blake et la Cuesta. Ce succès incontestable rassura Napoléon et Joseph fut libre d'entrer à Madrid afin de mettre en place la nouvelle administration.

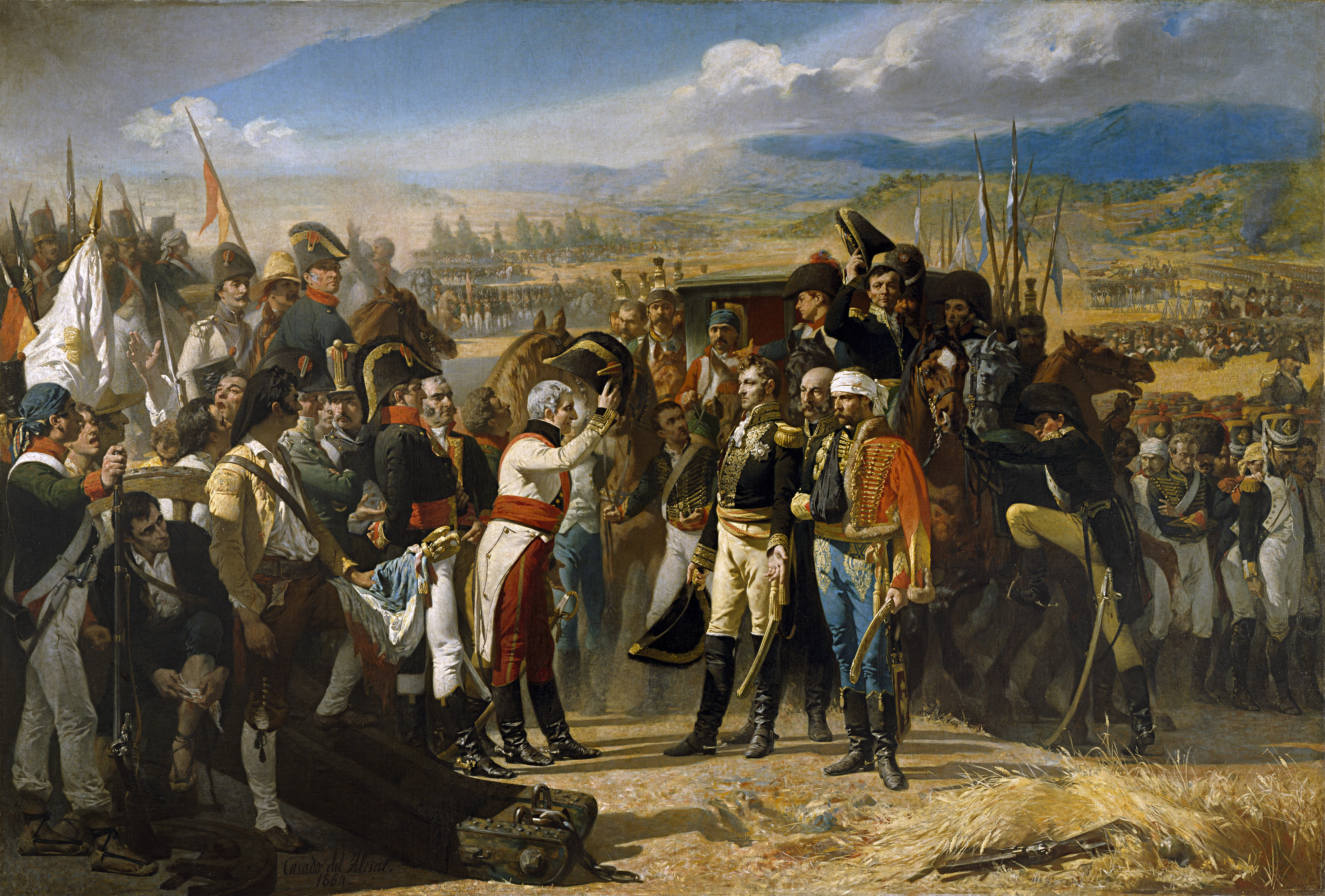
La capitulation du général Dupont à Bailén, le 22 juillet 1808, ou La Reddition de Bailén, par José Casado del Alisal, 1864.

En l'espace de quelques jours, la situation vira cependant au désastre pour l'armée d'occupation. Moncey et Duhesme durent se replier en abandonnant leurs conquêtes et le général Dupont capitula avec 18 000 hommes le 22 juillet 1808 à l'issue de la bataille de Bailén, face à l'armée espagnole du général Castaños. Ébranlés par la défaite, Joseph et ses généraux abandonnèrent précipitamment Madrid et se retirèrent derrière l'Èbre, malgré les exhortations de Napoléon qui avait prescrit à son frère de se maintenir sur Burgos. Les forces françaises n'alignaient plus qu'environ 65 000 hommes. Simultanément, un corps expéditionnaire britannique commandé par le général Arthur Wellesley débarqua au Portugal et vainquit les troupes françaises du général Junot à la bataille de Vimeiro. Ce dernier dut ratifier la convention de Cintra qui conduisit à l'évacuation du Portugal par les Français et à leur rapatriement en France par bateaux.
Heureusement pour les Français, les Espagnols ne surent pas profiter d'une situation qui leur était pourtant favorable car la junte, déjà minée par des dissensions internes, préférait agir en toute indépendance plutôt que de coordonner ses actions et la forte rivalité qui régnait au sein de l'état-major rendit impossible la nomination d'un commandant en chef à la tête de l'armée espagnole. Madrid ne fut occupée qu'à partir du 13 août par des troupes venues de Valence et il fallut attendre le 23 pour que le général Castaños fasse son entrée dans la capitale. Le recrutement et la dotation en armes ainsi qu'en matériel divers se révélèrent insuffisants pour équiper correctement les troupes. Les Portugais échouèrent également à organiser une armée efficace et la milice populaire (l’ordenanza) était complètement désorganisée et presque sans armes. Une polémique surgit au même moment dans le camp britannique à propos des clauses de la convention de Cintra, jugées trop clémentes à l'égard des Français. Les généraux Wellesley, Dalrymple et Burrard furent rappelés et le général John Moore prit le commandement des forces britanniques qui avaient été portées à 30 000 hommes, sans compter les 12 000 hommes du général Baird qui devaient débarquer prochainement en Galice.

### Entrevue d'Erfurt: Napoléon décide d'intervenir
« L'armée semble guidée par des inspecteurs des postes. »

— Extrait d'une lettre de Napoléon à son frère Joseph à propos des défaites françaises en Espagne.
Les défaites et la retraite des forces françaises derrière l'Èbre firent l'effet d'un coup de tonnerre dans les cours d'Europe ; pour la première fois, les troupes napoléoniennes avaient été battues en rase campagne. Le soulèvement populaire espagnol galvanisa les courants nationalistes en Allemagne et provoqua l'enthousiasme des classes dirigeantes au Royaume-Uni. L'insurrection de l'Espagne fut également soutenue par les forces réactionnaires et cléricale de l'Ancien Régime qui comptaient exploiter le patriotisme du peuple pour obtenir la restauration de leurs privilèges. La situation française fut encore aggravée par les fautes stratégiques de Joseph, malgré la présence à ses côtés du maréchal Jean-Baptiste Jourdan qui lui avait été attaché le 22 août 1808 à titre de conseiller militaire. Les faibles forces dont disposaient encore les Français étaient dispersées de la Biscaye jusqu'à l'Aragon. Napoléon ironisa sarcastiquement sur l'incompétence de ses lieutenants mais prit rapidement conscience de la nécessité de son intervention personnelle en Espagne afin de rétablir la situation stratégique de ses armées, restaurer le prestige de la France et intimider ses adversaires en Europe par une nouvelle démonstration de force.

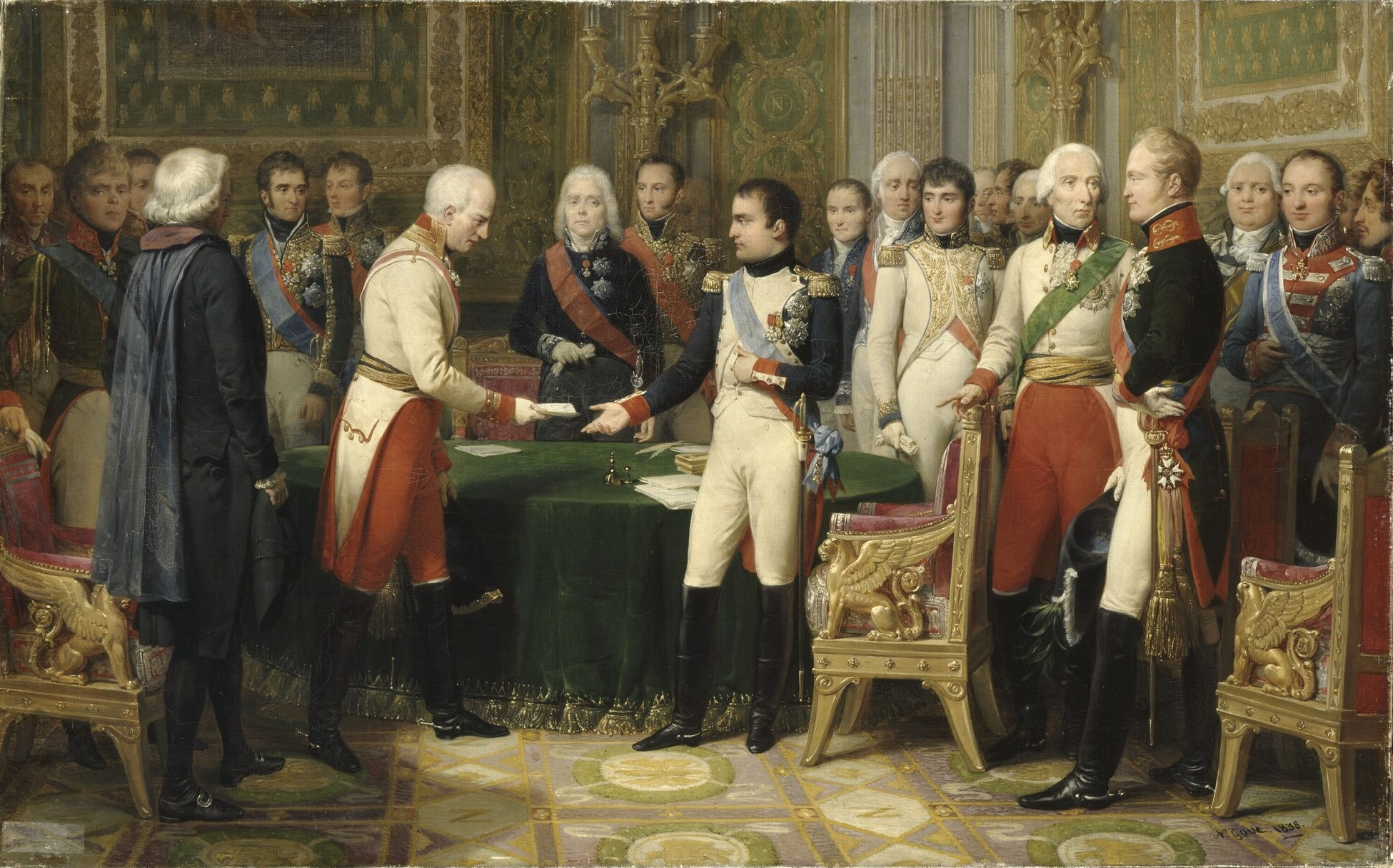
Napoléon recevant le baron de Vincent, ambassadeur d'Autriche, lors de l'entrevue d'Erfurt. Tableau de Nicolas Gosse (1787–1878).

Afin d'obtenir au plus vite des résultats décisifs, Napoléon projeta de transférer une bonne partie de la Grande Armée sur le front espagnol par des marches forcées depuis l'Allemagne. Soucieux de maintenir la stabilité et la paix en cas de turbulences de la Prusse et de velléités belliqueuses de l'Autriche, l'Empereur pensait pouvoir compter sur la solidarité du tsar de Russie Alexandre Ier, avec qui il avait conclu une alliance formelle lors du traité de Tilsit. Dans le but de resserrer ses liens avec le tsar et obtenir son appui face à l'Autriche pendant que la Grande Armée serait occupée en Espagne, Napoléon rencontra Alexandre à Erfurt le 27 septembre 1808. L'entrevue se termina cependant de façon décevante pour Napoléon car le tsar, nullement impressionné par les importantes festivités organisées par son homologue afin de détendre l'atmosphère de la rencontre, ne se montra guère réceptif aux demandes françaises. Napoléon consentit à évacuer la Prusse mais Alexandre, sachant l'Empereur en position de faiblesse, exploita la situation à son avantage pour tenter d'obtenir d'autres concessions ; il fut encouragé en ce sens par l'attitude équivoque du ministre Talleyrand qui, tout en dispensant des conseils au tsar, le poussa à ne pas céder aux exigences de Napoléon.

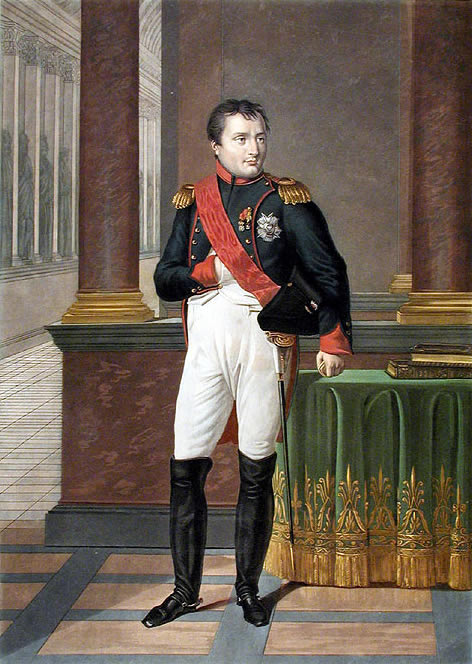
L'empereur Napoléon Ier.

Bien que Napoléon eût proposé de rétrocéder à la Russie les principautés danubiennes et d'évacuer le grand-duché de Varsovie, Alexandre refusa en définitive de menacer l'Autriche en cas d'attitude hostile de cette dernière envers la France. La convention, ratifiée le 12 octobre, stipulait que le tsar s'engageait à « conseiller » la paix à l'Autriche et à entreprendre une médiation entre la France et la Grande-Bretagne. Napoléon dut se contenter de ces vagues promesses mais il pensait avoir gagné suffisamment de temps pour régler le problème espagnol et revenir avec ses troupes au printemps suivant. Le même jour, la Grande Armée passa sur la rive ouest de l'Elbe et fut officiellement dissoute. Seuls deux corps d'armée (devenus l'« armée du Rhin ») furent maintenus en Allemagne sous le commandement du maréchal Davout ; à cette date, tous les autres s'étaient mis en marche vers la péninsule Ibérique.
Le transfert de la Grande Armée depuis l'Allemagne jusqu'aux Pyrénées en passant par la France fut effectué avec succès et démontra une nouvelle fois l'efficacité de la machine militaire de l'Empereur — coordonnée au sommet par le maréchal Louis-Alexandre Berthier, son chef d'état-major — ainsi que l'endurance et le bon esprit de la troupe. Le 3 août, après avoir été brièvement informés de la situation, les soldats français, en proie à l'indiscipline et au doute mais toujours hautement motivés, traversèrent l'Allemagne jusqu'au Rhin entassés dans des charrettes et des voitures réquisitionnées en subissant les privations. Ils s'acheminèrent ensuite à pied à travers la France en direction des Pyrénées, malgré l'insuffisance des équipages. Les contingents de la Grande Armée arrivèrent en Espagne durant la première semaine de novembre dans des conditions matérielles déplorables, mais le moral restait élevé parmi les soldats et tous étaient prêts à se battre pour l'Empereur. 
Napoléon quitta Paris le 28 octobre et arriva à Bayonne le 3 novembre, fortement irrité par les déficiences de l'intendance et le manque d'équipement de ses soldats. Le 4 novembre, il rencontra son frère Joseph et prit dès lors le contrôle total de l'armée et de l'administration. L'Empereur ne s'était pas privé auparavant de critiquer Joseph pour ses choix stratégiques intempestifs qui avaient suscité une opposition unanime chez les maréchaux en poste. De leur côté, les soldats français de l'ex-Grande Armée découvrirent rapidement le climat d'extrême violence et de brutalité qui caractérisait cette nouvelle guerre.

### Articulation de l'armée d'Espagne en novembre 1808

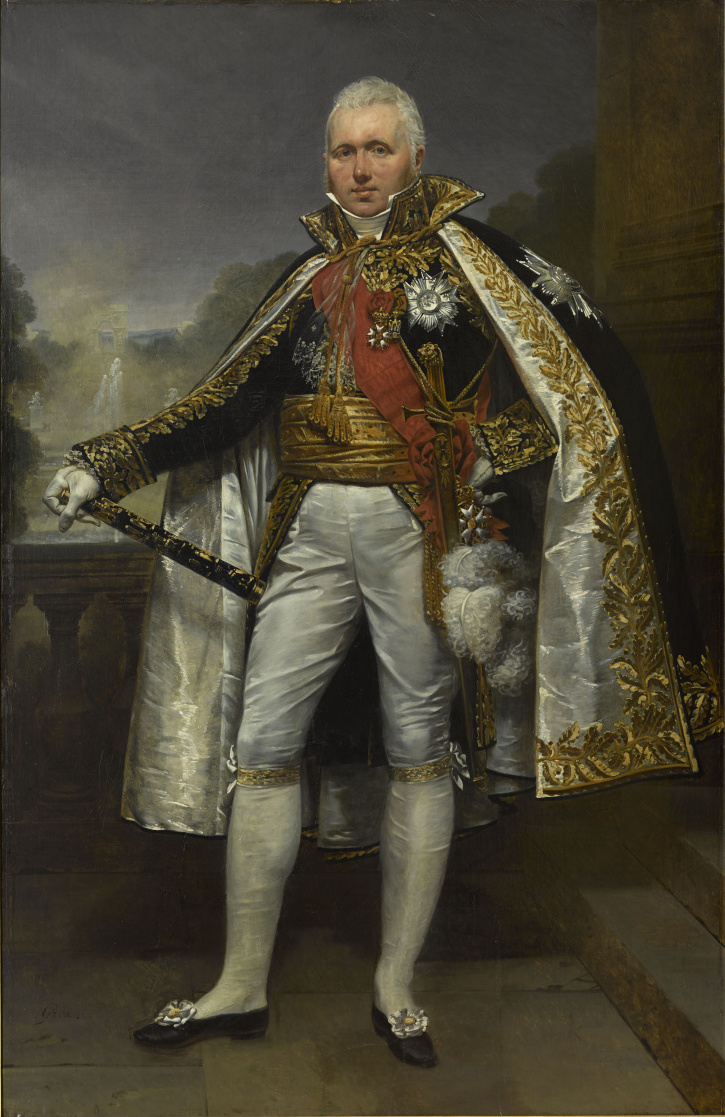
Ier corps d'armée, maréchal Claude-Victor Perrin.
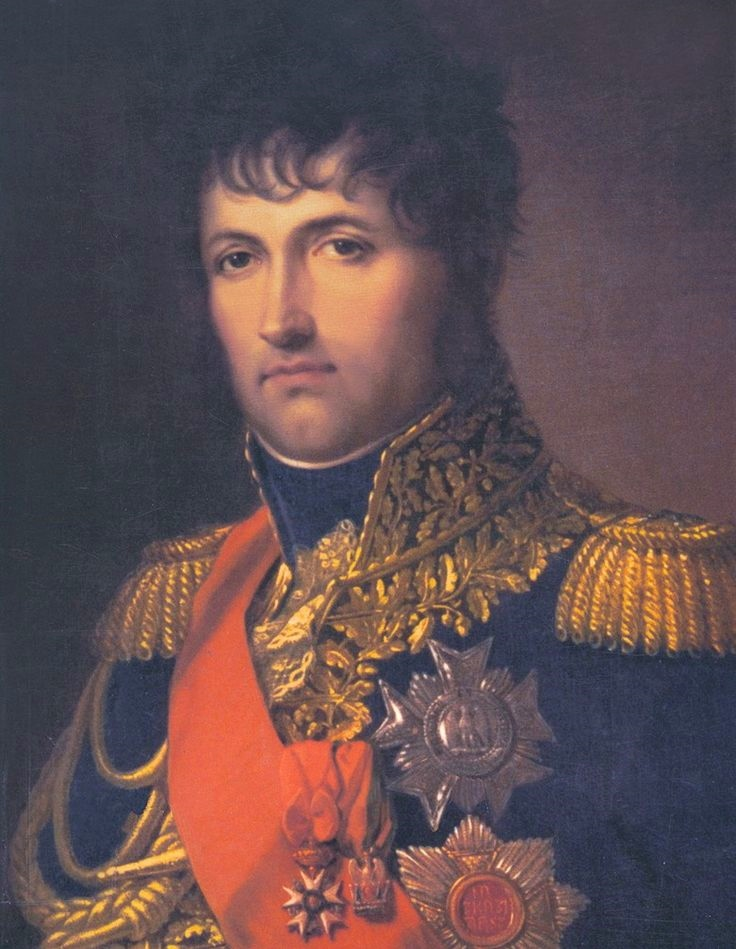
IIe corps d'armée, maréchal Jean-de-Dieu Soult.
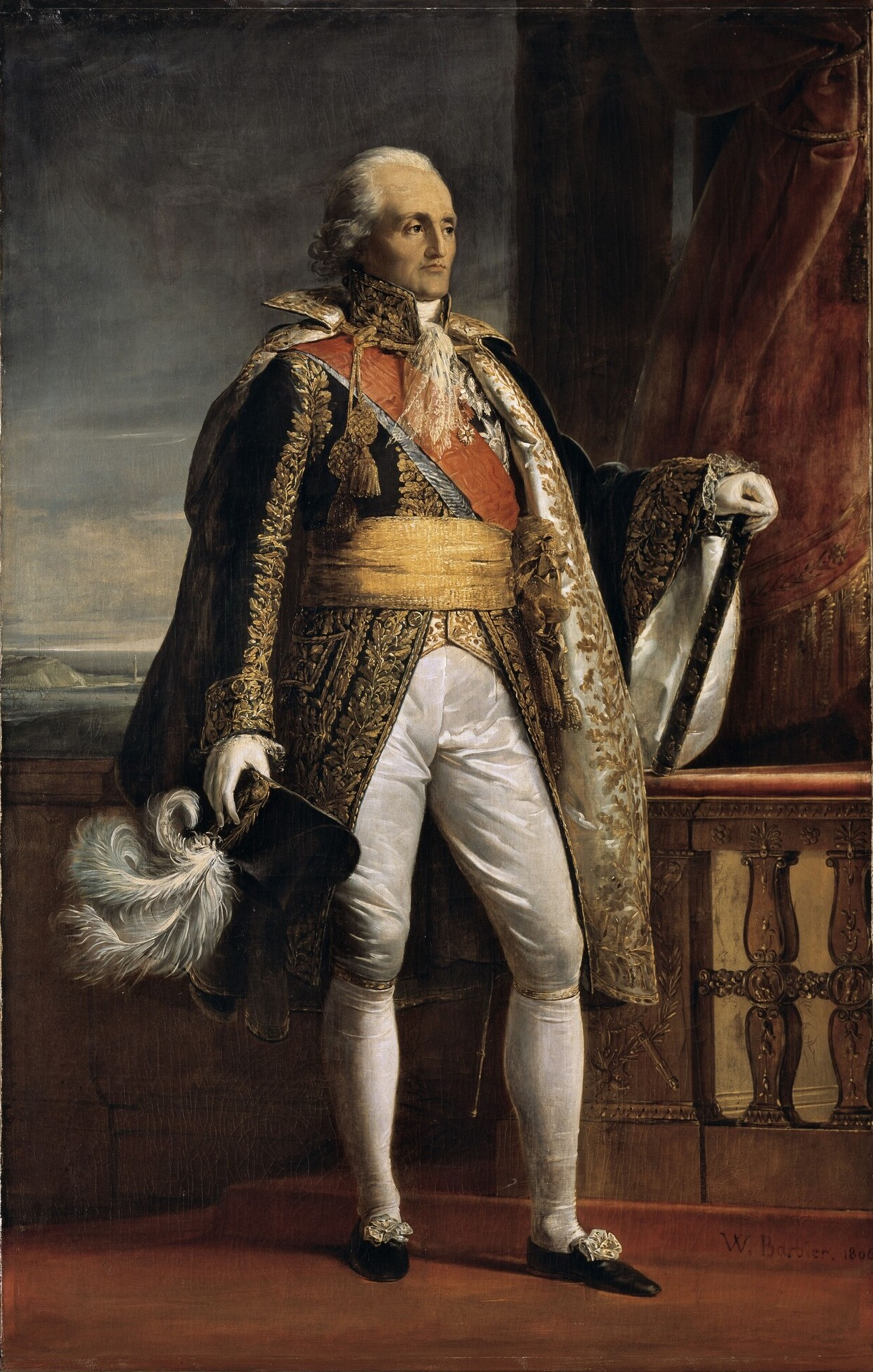
IIIe corps d'armée, maréchal Bon-Adrien Jeannot de Moncey.
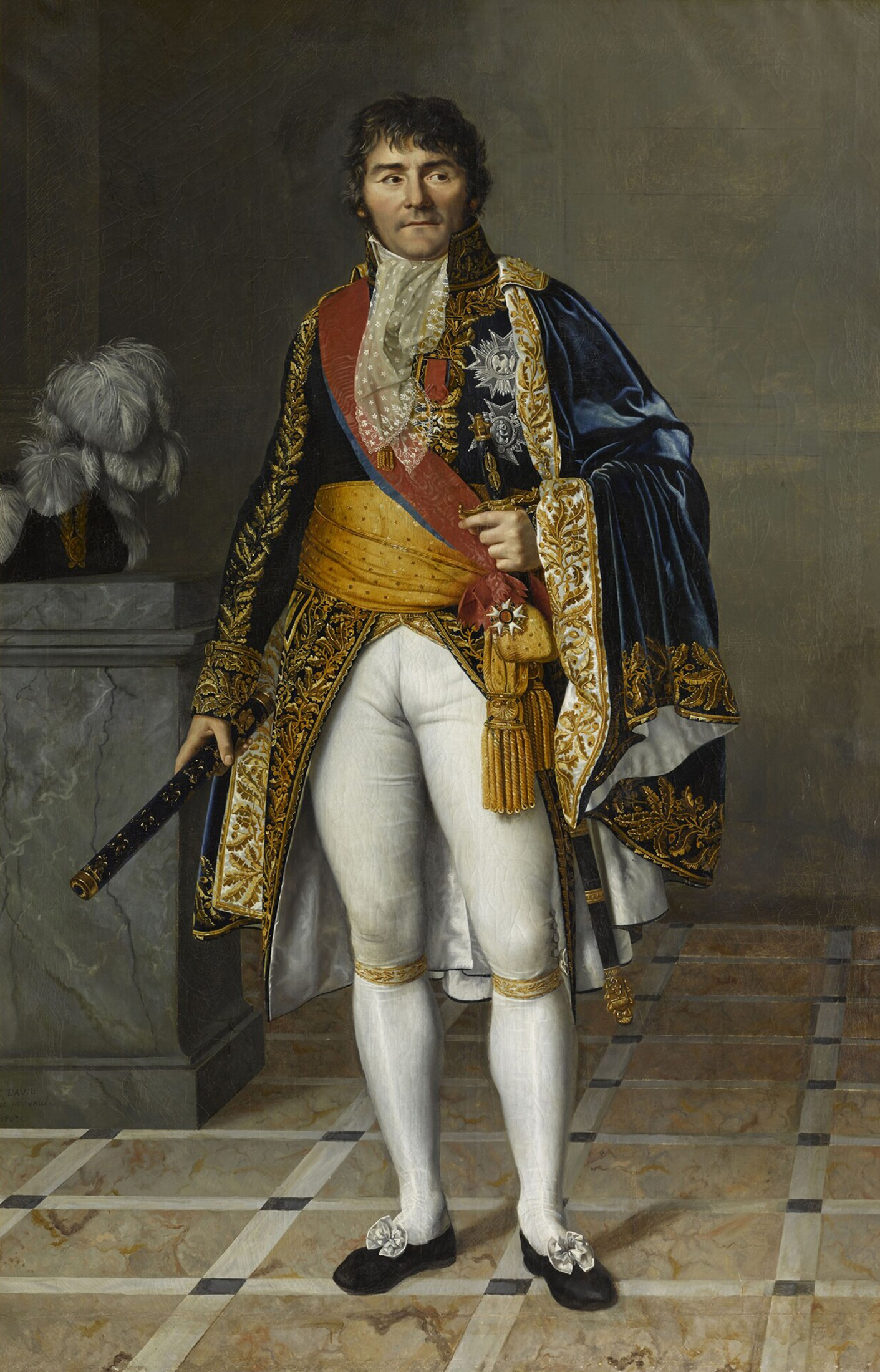
IVe corps d'armée, maréchal François Joseph Lefebvre.
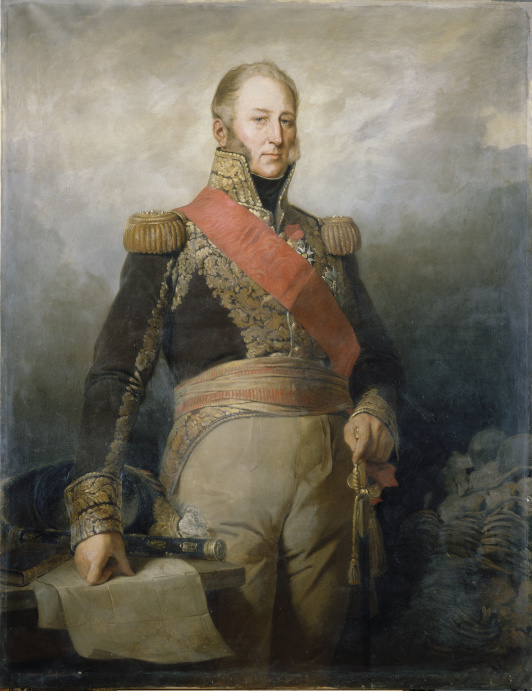
Ve corps d'armée, maréchal Édouard Mortier.
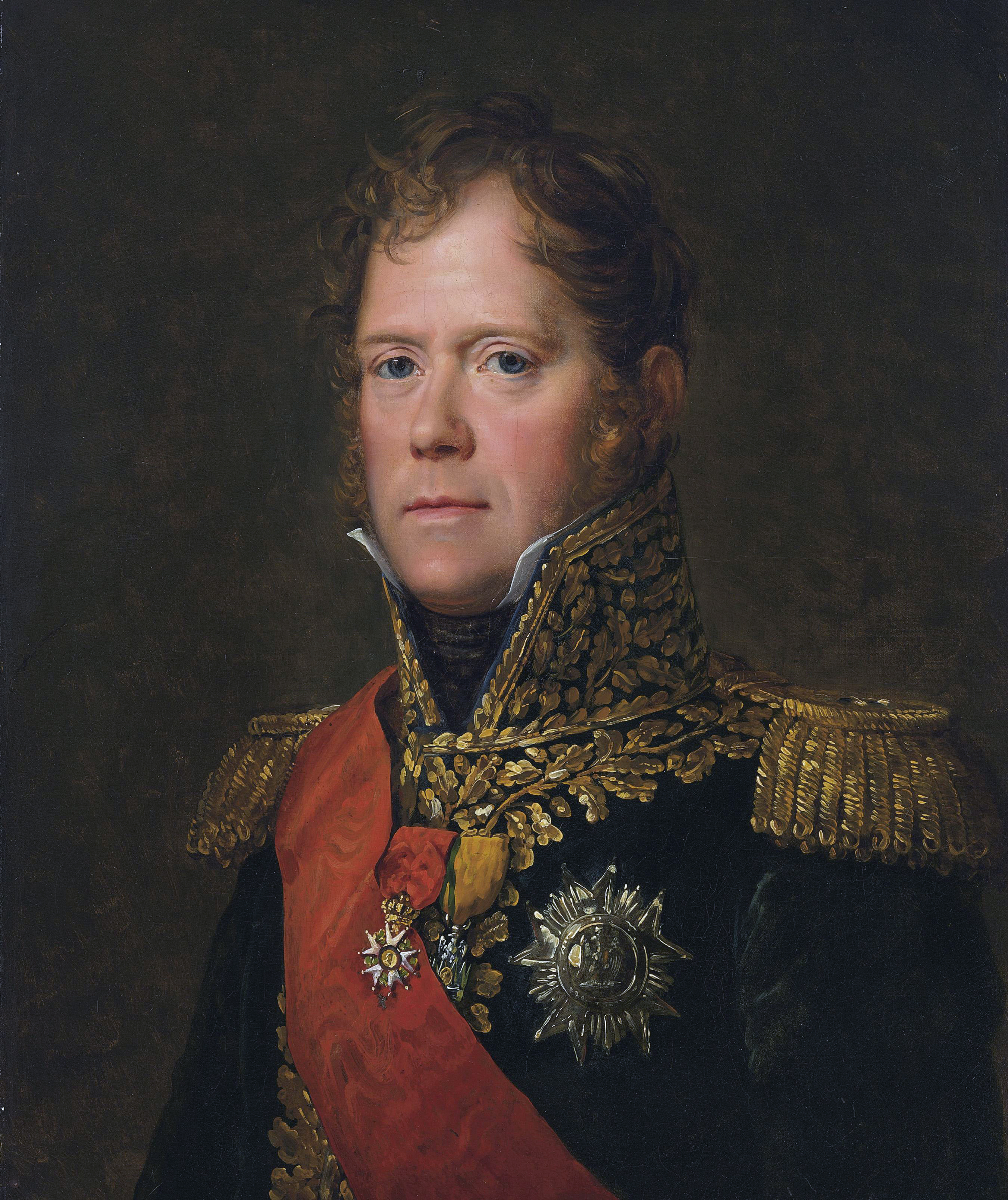
VIe corps d'armée, maréchal Michel Ney.
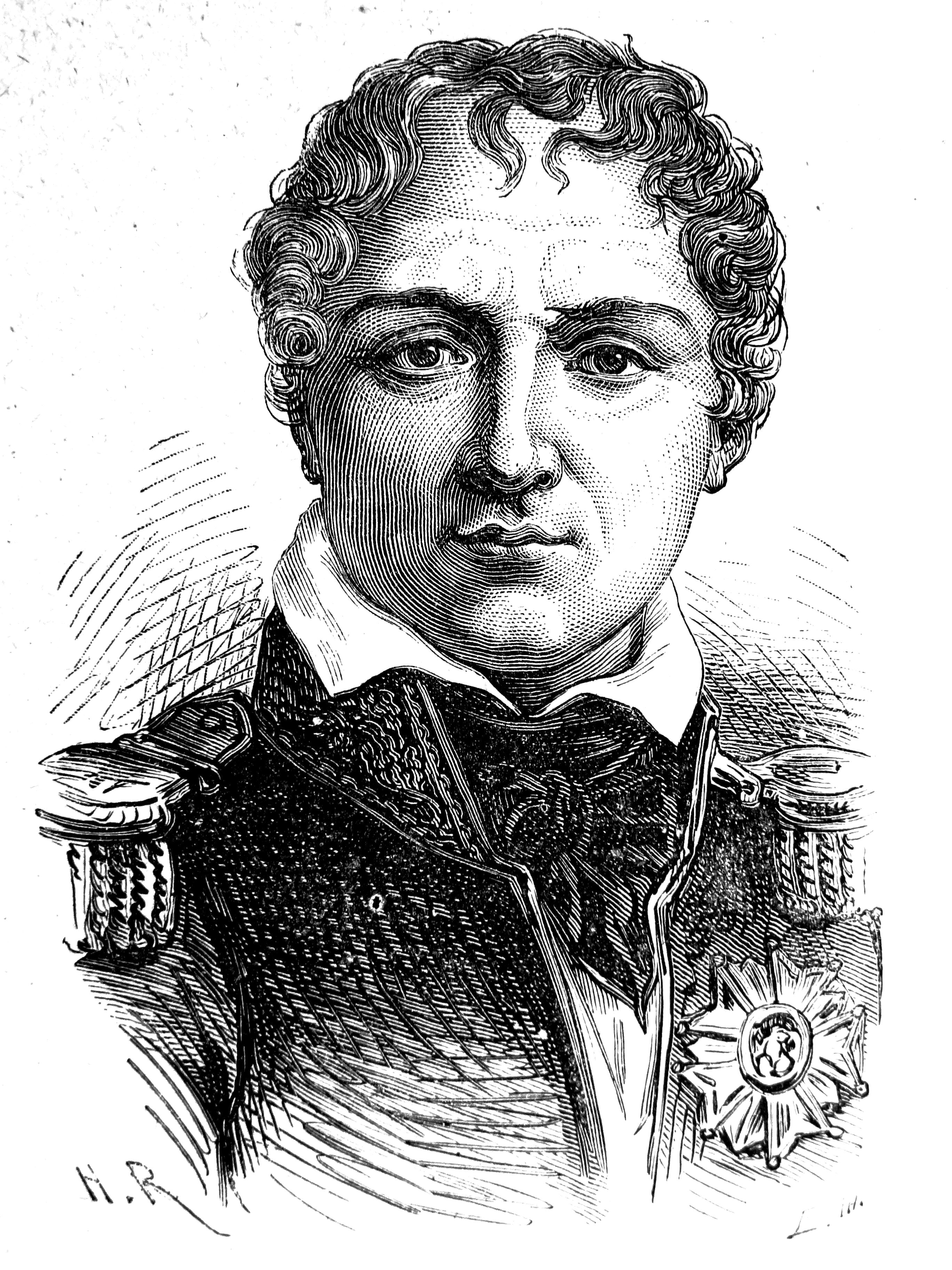
VIIe corps d'armée, général Laurent de Gouvion-Saint-Cyr.
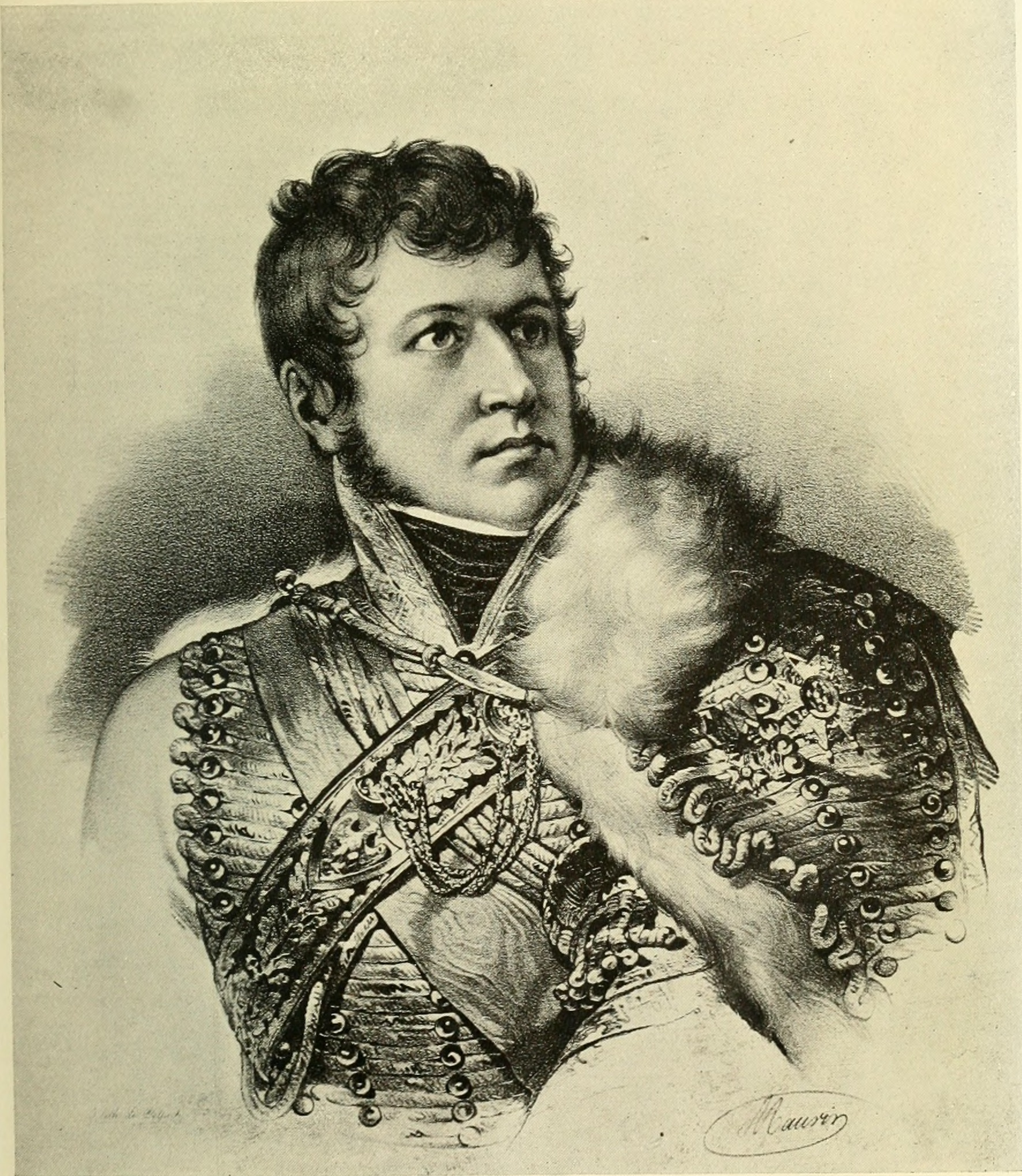
VIIIe corps d'armée, général Jean-Andoche Junot.

## La Grande Armée en Espagne, 1808-1809

### Premières victoires de Napoléon
Napoléon quitta Bayonne dans la matinée du 5 novembre 1808. Accompagné des maréchaux Lannes et Soult, il se rendit à Vitoria pour y prendre officiellement le commandement de l'armée d'Espagne. À ce moment, l'Empereur pouvait compter sur près de 120 000 hommes organisés en sept corps d'armée, comprenant notamment les Ier, IVe et VIe corps venant d'Allemagne, la Garde impériale et deux autres corps d'armée qui n'étaient pas encore arrivés à destination. Napoléon arriva à Vitoria dans la soirée et élabora son plan de campagne sur la base des renseignements disponibles, alors même qu'il n'avait encore toutes ses troupes sous la main. Le Ve corps n'avait en effet pas encore franchi les Pyrénées et le VIIIe, évacué du Portugal après la convention de Cintra, était en train d'être débarqué sur les côtes françaises par la marine britannique. En outre, la jonction n'était toujours pas effectuée sur l'aile droite du dispositif français entre le Ier corps du maréchal Victor et le IVe corps du maréchal Lefebvre. Le IIe corps de Bessières était posté au centre à Briviesca tandis que le IIIe commandé par le maréchal Moncey occupait Tafalla et Estella ; enfin, plus en arrière et en approche de Vitoria se trouvaient le VIe corps de Ney et la Garde impériale.

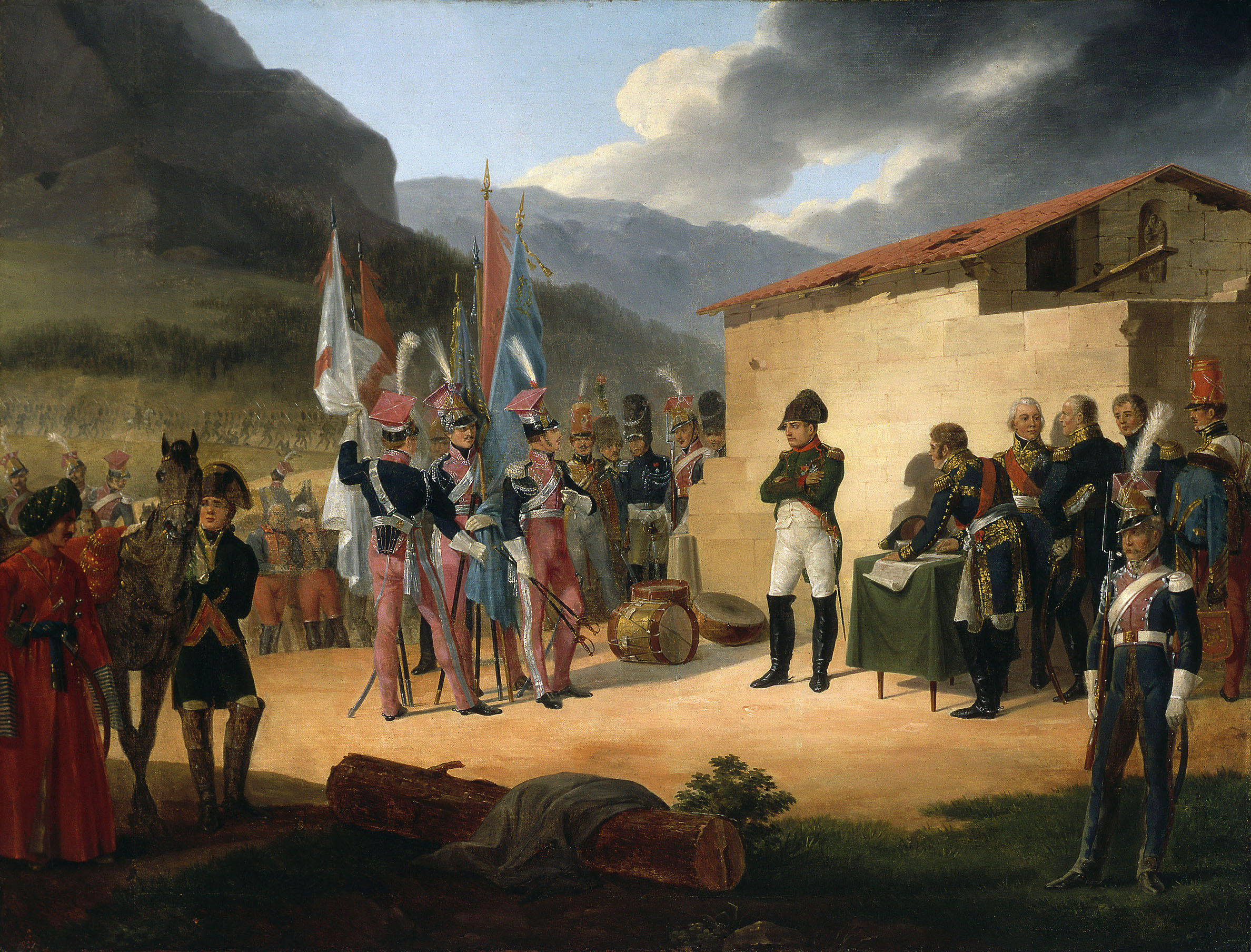
Napoléon durant la phase initiale de la campagne. Toile de Janvier Suchodolski, 1827.

Le plan initial de l'Empereur entendait profiter de la faiblesse du dispositif ennemi et des fautes tactiques des Espagnols pour anéantir leurs forces et obtenir une victoire totale dans les plus brefs délais. La dispersion des troupes espagnoles fut une grande imprudence car la déficience des transmissions et les distances qui séparaient chaque corps les exposaient au risque d'être isolées et battues séparément par Napoléon. Pêchant par excès d'optimisme et manquant de cohésion, les généraux espagnols avaient également planifiés une stratégie offensive qui sous-estimait gravement le danger représenté par l'armée française ; en outre, leurs forces étaient numériquement insuffisantes pour mener à bien une telle manœuvre. À la fin du mois d'octobre, le général Joaquín Blake, à la tête des 32 000 hommes de l'armée de Galice formant l'aile gauche du dispositif espagnol, se dirigea sur les bouches de l'Èbre sans être entré en contact avec l'armée du Centre sous le commandement du général Castaños, dont les 34 000 hommes campaient au sud et à l'est de la ville de Logroño ; sur la droite se tenaient les 25 000 hommes de l'armée d'Aragon aux ordres du général Palafox. Dans le même temps, la petite armée du général José Galluzo, forte de 13 000 hommes, s'avançait d'Estrémadure en direction de Burgos afin de maintenir les communications entre les corps de Blake et de Castaños. Le reste des troupes resta en arrière tandis que les 10 000 hommes du marquis de la Romana, en provenance du Danemark, débarquaient sur la côte de Santander. Le corps expéditionnaire britannique, opérationnel et bien équipé, accumula néanmoins un retard important en raison de l'attitude du général Moore qui ne se mit en route qu'à partir du mois d'octobre pour se diriger ensuite lentement de Salamanque vers Valladolid avec 20 000 soldats, non sans avoir laissé à Lisbonne une garnison de 10 000 hommes commandée par le général Cradock.
Napoléon estima qu'il était primordial pour la réussite du plan que les forces espagnoles ne fassent pas l'objet d'une attaque prématurée et qu'elles continuent à sous-estimer le péril tandis que lui-même compléterait le regroupement de son armée. Une violente attaque au centre serait alors dirigée contre Burgos afin de couper en deux le dispositif adverse et permettre d'une part au Ier corps de Victor et au IVe corps de Lefebvre, à droite, d'attaquer les troupes du général Blake et d'autre part au VIe corps de Ney et au IIIe corps de Moncey de s'en prendre sur la gauche à l'armée de Castaños et Palafox et de parfaire ainsi la manœuvre de l'Empereur. 

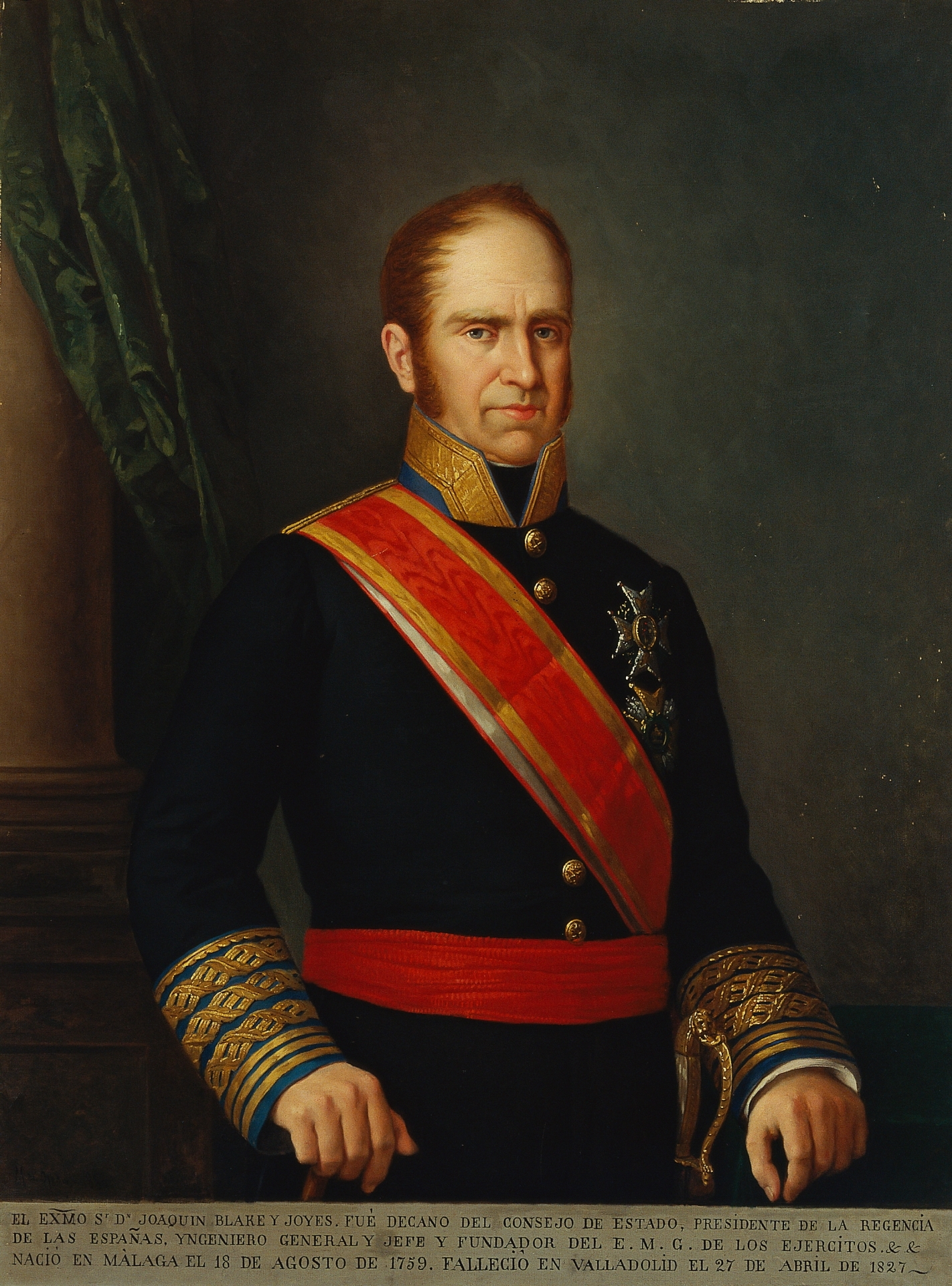
Le général Joaquín Blake y Joyes, commandant l'armée de Galice. Toile de Manuel Ojeda y Siles, 1880.

Campagnes de l'armée française en Espagne (1808-1811). En bleu foncé, les opérations de l'année 1808 avec la campagne de Napoléon depuis Bayonne jusqu'à Astorga, puis la poursuite de l'armée anglaise par Soult (en bleu clair, en haut à gauche de la carte).

Ney et Moncey exécutèrent avec succès leur marche en avant en prenant soin de ne pas alarmer les Espagnols de l'armée du Centre, mais le 31 octobre, le maréchal Lefebvre, désobéissant aux ordres de Napoléon, décida d'attaquer avec 21 000 hommes les 19 000 soldats de l'avant-garde de Blake à Durango. Les Français eurent rapidement le dessus et infligèrent une défaite cuisante aux Espagnols mais Blake, consterné par cet échec, ordonna un repli précipité vers l'ouest qui l'éloigna de près de 70 km de l'aile droite française, remettant ainsi en cause la stratégie de l'Empereur. Arrivé à Vitoria le 6 novembre, Napoléon, profondément irrité par la précipitation de Lefebvre, résolut d'accélérer les choses. Les Ier et IVe corps reçurent l'ordre de rattraper l'armée de Blake et de l'accrocher une fois atteinte tandis que le IIe corps, commandé par le maréchal Bessières, se vit confier la tâche de marcher sur Burgos et, après la prise de cette ville, de dévier au nord afin de couper la retraite aux forces espagnoles. Napoléon demanda en revanche à Ney et Moncey de suspendre leurs manœuvres contre Castaños et Palafox. Le 7 novembre 1808, l'armée d'Espagne lança son offensive générale.
Très vite, Napoléon dut intervenir pour presser l'exécution de ses combinaisons stratégiques et ne se priva pas de critiquer les fautes commises par ses lieutenants ; le 4 novembre, l'avant-garde du maréchal Victor avait été surprise à Balmaseda par les troupes espagnoles du général Blake qui, renforcé par le corps de La Romana, avait interrompu sa retraite et repris sa marche vers l'est. L'intervention du IVe corps de Lefebvre contraignit finalement l'ennemi à se replier mais l'Empereur était furieux. Ayant appris que le maréchal Bessières n'était pas encore arrivé à Burgos, Napoléon le remplaça à la tête du IIe corps par le maréchal Soult, un tacticien expérimenté. Ce dernier prit son commandement le 9 novembre et conduisit une attaque énergique sur le centre de la position défendue par la petite armée d'Estrémadure du comte de Belveder, qui avait remplacé Galluzo peu de temps auparavant. La progression de Soult sur Burgos était suivie de près par un corps de 67 000 hommes dirigé par Napoléon en personne.
Le 10 novembre, Soult et ses 24 000 hommes attaquèrent l'armée d'Estrémadure lors de la bataille de Burgos. L'attaque frontale des troupes françaises et les charges de la cavalerie provoquèrent la destruction complète des formations espagnoles qui se débandèrent après avoir perdu 4 000 hommes et 16 canons. Dans la soirée, le maréchal fit son entrée dans Burgos où ses troupes se livrèrent au pillage et Napoléon l'y rejoignit le lendemain à 7 h. La prise de ce nœud central permit à l'Empereur d'initier sa manœuvre de débordement. Soult continua de diriger les opérations et, pendant que quelques colonnes s'acheminaient sans encombre en direction de Valladolid, il se porta immédiatement sur Reinosa avec le gros du IIe corps afin d'intercepter le reste des forces de Blake, qui venait d'être sérieusement accroché le 10 novembre par les 21 000 hommes du maréchal Victor. Les premières attaques françaises, mal coordonnées, furent repoussées par les Espagnols mais Victor réorganisa ses troupes et, au matin du 11 novembre, la bataille d'Espinosa s'acheva sur la défaite de l'armée de Galice qui se retira vers l'ouest après avoir laissé 3 000 hommes sur le terrain. Rassuré par ces succès, et après le départ de Soult pour Reinosa, Napoléon put se concentrer sur la mise en œuvre du mouvement qui devait conduire son armée sur les arrières des forces espagnoles positionnées au centre et à droite du dispositif. Le 13 novembre, tandis que l'Empereur demeurait à Burgos afin de superviser les opérations stratégiques, le maréchal Ney, à la tête du VIe corps et des troupes de réserve, se dirigea sur Aranda de Duero d'où il devait faire mouvement vers l'est en vue de couper les lignes de communications de Castaños et de Palafox.

### Marche sur Madrid
L'habile manœuvre élaborée par Napoléon n'avait pas obtenu le succès escompté par l'Empereur en raison des difficultés du terrain et des erreurs tactiques commises par ses lieutenants ; elle avait néanmoins réussi à disperser l'armée espagnole qui n'avait pas été en mesure d'opposer une grande résistance. Le maréchal Soult conduisit la marche sur Reinosa avec vigueur et, parcourant plus de cent kilomètres en trois jours, le IIe corps fit son entrée dans Reinosa le 14 novembre où il fit sa jonction avec le Ier corps de Victor et le IVe corps de Lefebvre qui s'avançaient également vers l'est. L'armée du général Blake parvint toutefois à échapper à ses poursuivants et effectua une marche particulièrement éprouvante à travers les montagnes au milieu d'un climat rigoureux. Le 23 novembre, Blake réussit finalement à atteindre León avec un contingent réduit à 10 000 soldats.  

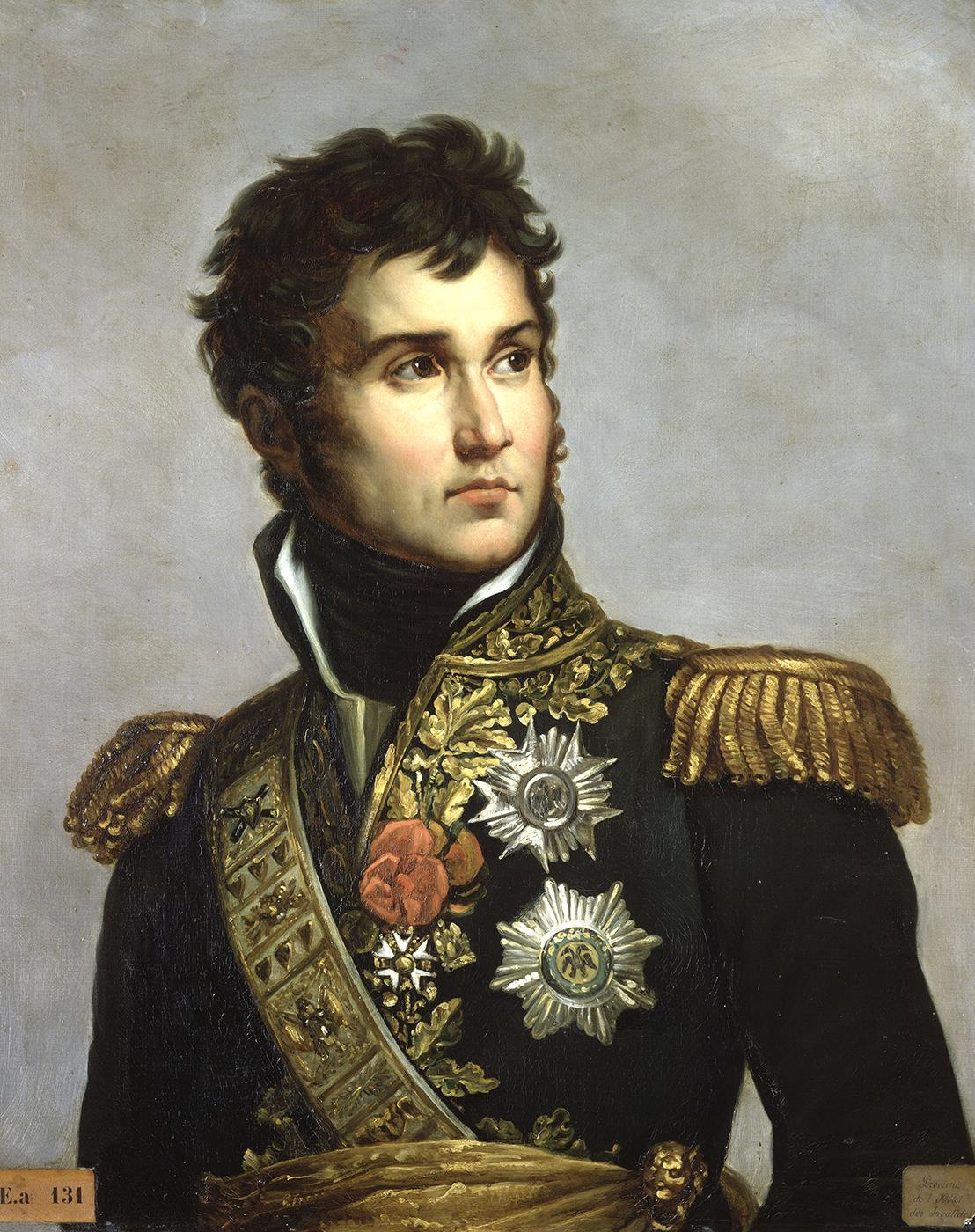
Le maréchal Jean Lannes, vainqueur de la bataille de Tudela. Toile de Julie Volpelière d'après Antoine-François Gérard, 1834.

Blake s'étant échappé, Napoléon décida de diriger le maréchal Lefebvre sur Carrión de los Condes et le maréchal Victor sur Burgos, tandis que Soult reçut l'ordre de marcher sur Santander. Soult occupa la ville le 16 novembre avant de s'avancer à travers les montagnes de Cantabrie pour se rapprocher du corps principal de l'Empereur et être prêt à le soutenir en vue d'un éventuel affrontement. Le 22, Napoléon quitta Burgos pour Aranda d'où il comptait organiser l'avance sur Madrid. Dans le même temps, une seconde manœuvre d'enveloppement se déroulait contre l'aile droite espagnole. Le 21 novembre, le général Castaños, informé de la progression d'importantes colonnes françaises, se replia sur Tudela où il fut rattrapé deux jours plus tard par le maréchal Jean Lannes qui commandait alors une force de 29 000 fantassins et de 5 000 cavaliers formée par le IIIe corps du maréchal Moncey et plusieurs autres unités. Castaños accepta le combat mais seule une partie des 45 000 soldats dont il disposait prirent part à la bataille tandis que les autres se dispersèrent. La bataille de Tudela se termina sur une lourde défaite espagnole : la ville fut conquise et pillée et les défenseurs, mis en déroute par le corps de Lannes, se retirèrent après avoir perdu 4 000 hommes et 26 canons.
La manœuvre projetée par Napoléon prévoyait que les troupes espagnoles battues par le maréchal Lannes seraient ensuite encerclées par le VIe corps du maréchal Ney en provenance d'Aranda, mais le plan fut mal exécuté. Le corps de Ney ne se mit en marche qu'à partir du 20 novembre, et malgré les efforts déployés par le maréchal pour parcourir au plus vite les 180 km qui le séparait de son objectif, n'atteignit Tarazona que le 26 novembre à l'heure où les armées de Castaños et de Palafox s'étaient déjà retirées en direction de Cuenca et de Calatayud. L'Empereur accusa le maréchal Ney d'avoir perdu du temps inutilement, mais il est vraisemblable que les problèmes posés par les conditions climatiques et l'état du terrain ne permettaient pas au commandant français d'effectuer une progression plus rapide.
Ces victoires permirent à Napoléon de balayer le dispositif espagnol et les Français étaient maintenant en mesure de marcher sur la capitale, pendant qu'affluaient depuis les Pyrénées le Ve corps de Mortier et le VIIIe corps de Junot. En dépit des difficultés d'organisation, la fatigue et l'indiscipline des troupes, les pillages, une logistique et un matériel déficients et l'hostilité exacerbée de la population, l'armée française sous les ordres de l'Empereur avait atteint en peu de jours d'importants résultats stratégiques. Le 23 novembre, Napoléon concentra à Aranda plus de 45 000 soldats appartenant au Ier corps de Victor, à la Garde et à la réserve de cavalerie. Le nouveau plan de l'Empereur prévoyait d'avancer sur Madrid avec cette armée en passant par la Sierra de Guadarrama, les flancs couverts à gauche par le IVe corps de Lefebvre et à droite par le VIe corps de Ney qui devait progresser sur Guadalajara. Le maréchal Soult, depuis Saldaña, était chargé d'occuper León alors que Lannes devait se consacrer à la prise de Saragosse. Au total, plus de 130 000 soldats français prirent part à la nouvelle offensive qui débuta le 28 novembre 1808.

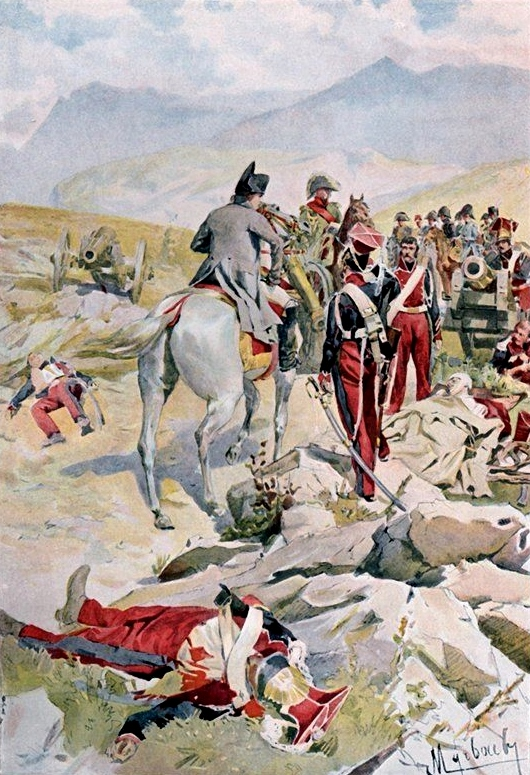
Napoléon discute avec les rescapés polonais de la charge de Somosierra, le 30 novembre 1808. Dessin de Felician Myrbach (1853-1940).

Du côté espagnol, la junte centrale, effrayée par les défaites successives de ses armées, décida avec les faibles forces disponibles d'organiser la défense de la capitale ; les trois commandants vaincus, Blake, Castaños et Belveder, furent destitués et les membres de la junte insurrectionnelle confièrent au général Eguia le commandement de deux corps aux ordres des généraux San Juan et Heredia, soit environ 20 000 hommes, pour barrer l'accès aux cols les plus importants de la Sierra : la passe de Somosierra et les gorges des monts Guadarrama. Il s'agissait de troupes médiocres, incapables d'opposer une résistance sérieuse à l'armée française ; la junte agissait dans la plus grande confusion et la proposition qui consistait à demander l'appui du corps expéditionnaire britannique, alors dans les environs de Salamanque, fut rejetée. Simultanément, Napoléon décida de lancer son attaque principale au col de Somosierra ; laissant quelques troupes en couverture dans les gorges de Guadarrama, les Français arrivèrent au pied des montagnes le 29 novembre et commencèrent à reconnaître les positions ennemies, le Ier corps du maréchal Victor occupant le village de Boceguillas. Leur adversaire, le général Benito de San Juan, avait au préalable divisé ses forces et disposait de 9 000 soldats sur le col tandis qu'un autre contingent de 3 500 hommes se trouvait à Sepúlveda. Le 29 novembre au soir, une brigade de la Garde impériale attaqua sans succès le village mais la garnison espagnole, menacée par des forces françaises de plus en plus nombreuses, préféra se retirer sur Ségovie, aggravant encore davantage la situation du corps de San Juan à Somosierra.
Le col de Somosierra, situé à 1 438 m de hauteur, était formé d'une gorge étroite s'étendant sur environ deux kilomètres et large d'environ trente mètres. Le passage très sinueux constituait un obstacle important. Au matin du 30 novembre, Napoléon confia l'attaque de la position à la division du général Ruffin, appartenant au Ier corps, qui s'avança en trois colonnes. Le brouillard matinal favorisa l'approche des troupes françaises, mais les deux colonnes latérales se heurtèrent à une défense espagnole déterminée et progressèrent avec beaucoup de lenteur. L'Empereur, impatienté, ordonna à la cavalerie de forcer le passage. Une charge téméraire de 250 chevau-légers polonais de la Garde, sous les ordres du chef d'escadron Kozietulski, eut lieu à travers les lacets du col, sous le feu nourri des défenseurs. Cette attaque de la cavalerie polonaise fut sanglante et seule une quarantaine de cavaliers survécurent (Kozietulski lui-même fut blessé), mais les rescapés parvinrent à neutraliser les défenses et les batteries qui jalonnaient la passe. Les troupes espagnoles, prises de panique, furent mises en déroute. Les fantassins du général Ruffin contribuèrent également à la victoire en expulsant les Espagnols des hauteurs. Napoléon, à présent maître du col et de la route menant vers Madrid, eut des mots particulièrement chaleureux à l'égard des cavaliers polonais,.

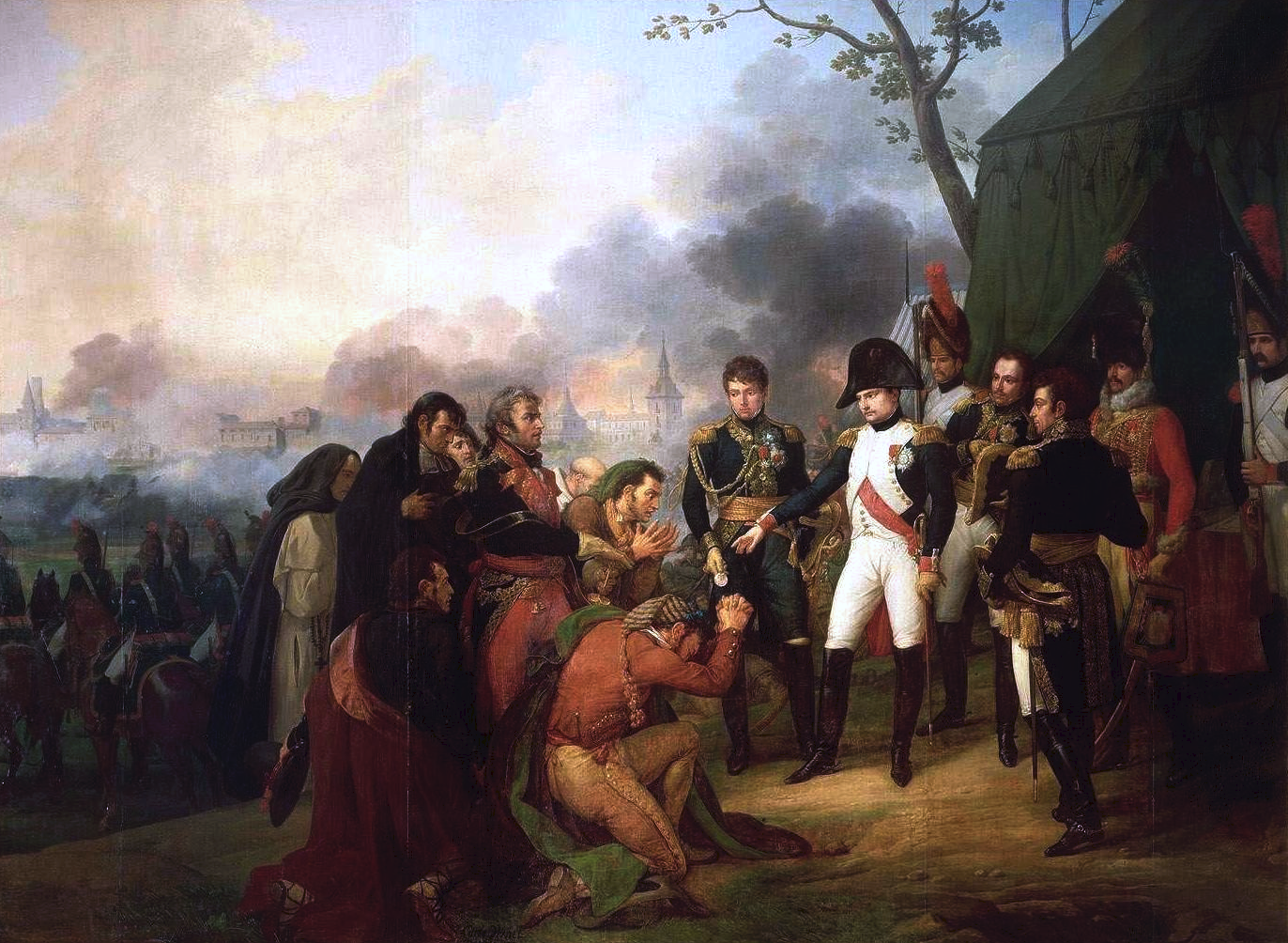
Napoléon recevant la députation espagnole aux portes de Madrid, par Carle Vernet.

Depuis le départ de la junte centrale pour Badajoz, une administration provisoire s'était mise en place à Madrid et s'efforçait d'organiser la résistance en exploitant les sentiments résolument anti-français de la population. Les autorités ne disposaient que de 6 000 hommes de troupes régulières et d'une centaine de canons dont ils confièrent le commandement aux généraux Morla et Castallar. Le 2 décembre 1808, Napoléon arriva avec son armée sur les hauteurs dominant la capitale. Les assaillants envoyèrent à deux reprises des parlementaires pour sommer les Espagnols de se rendre mais la junte provisoire les fit éconduire. Deux attaques supervisées directement par l'Empereur permirent aux Français de conquérir la zone du Retiro et plusieurs autres positions clés. Le lendemain, à 17 h, une députation espagnole se rendit au quartier général impérial et fut durement traitée par Napoléon. Les généraux Morla et de la Vera signèrent l'acte de capitulation le 4 décembre à 6 h du matin pendant que l'armée française en grande tenue faisait son entrée à Madrid dans des rues complètement désertes. Napoléon, apparemment convaincu qu'il était encore possible de soumettre les Espagnols malgré des signes de résistance persistants, s'installa au palais de l'Infantado à Chamartín et fit immédiatement publier une série de quatre décrets administratifs : abolition des droits féodaux, suppression de l'Inquisition, réduction d'un tiers du nombre des couvents et disparition des barrières douanières. Le 7 décembre, l'Empereur fit également émettre une proclamation appelant les Espagnols à se soumettre et à intégrer le système de domination française en Europe.

### À la poursuite des Britanniques
« Je suis à la poursuite des Anglais depuis quelques jours ; mais ils fuient épouvantés. Ils ont lâchement abandonné les débris de l'armée de la Romana, pour ne pas retarder leur retraite d'une demi-journée. »

— Extrait d'une lettre de Napoléon à l'impératrice Joséphine en date du 31 décembre 1808.
Après la chute de Madrid, Napoléon envisagea de conclure la campagne en envoyant le maréchal Lefebvre à Lisbonne et le maréchal Victor en Andalousie. Lui-même pensait rester dans la capitale avec 40 000 hommes pendant que Mortier irait renforcer le corps de Lannes à Saragosse et que Soult pacifierait les provinces du León et de Vieille-Castille. L'Empereur estimait en effet que les troupes britanniques présentes au Portugal, qui étaient jusque-là restées pratiquement inactives dans la région de Salamanque en laissant écraser leurs alliés espagnols, jugeraient préférable de se retirer et d'évacuer la péninsule Ibérique. En réalité, le général Moore, peu confiant en ses chances de succès et informé des revers espagnols, renonça le 28 novembre à poursuivre sa marche en avant et se retira derrière le Tage dans les environs de Lisbonne. Le commandant britannique modifia toutefois ses plans lorsqu'il reçut le 5 décembre une dépêche erronée l'informant que Madrid était en train de résister héroïquement à l'armée française ; le même jour, le marquis de La Romana, commandant espagnol du León, lui envoya une lettre pour l'informer qu'il disposait de 15 000 soldats réguliers et était prêt à passer à l'offensive en liaison avec le corps expéditionnaire britannique.

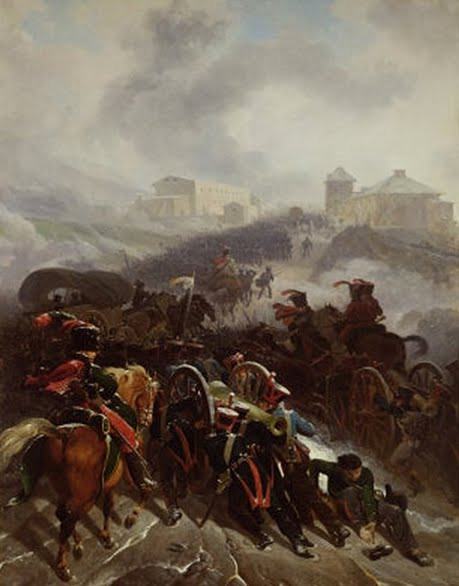
Pour prendre les Britanniques de vitesse, l'armée française dut franchir la Sierra de Guadarrama dans des conditions extrêmement difficiles. Tableau de Nicolas Antoine Taunay (1755-1830).

Sur la base de ces informations, et ne pensant pas l'armée de Napoléon supérieure à 80 000 hommes, Moore estima qu'une offensive menée conjointement avec les troupes de La Romana et la division du général Baird débarquée à La Corogne était réalisable, et le général anglais planifia une attaque sur Valladolid afin de menacer les lignes de communications de l'armée française concentrée autour de la capitale. Le corps expéditionnaire britannique partit de Salamanque le 11 décembre avec 25 000 hommes et 66 canons lorsque Moore apprit que Madrid était aux mains des Français depuis le 4 décembre. Trois jours plus tard, l'interception d'un courrier français permit à Moore de connaître pour la première fois l'effectif des forces napoléoniennes en Espagne : presque 200 000 hommes, un chiffre bien supérieur aux estimations dont il disposait jusque-là. Par ce même courrier, le commandant du corps expéditionnaire fut informé que le IIe corps de Soult, qui se préparait à marcher sur le León, se trouvait à Saldaña dans une position vulnérable, isolé du gros des troupes françaises stationnées à Madrid. 
Ces mauvaises nouvelles et la dangerosité de la situation n'influencèrent pas outre mesure le général anglais qui prit la décision audacieuse de continuer son avance en espérant pouvoir surprendre le IIe corps dans sa marche. Le 15 décembre 1808, les troupes britanniques se dirigèrent vers le nord, traversèrent le Tage à Zamora et firent leur jonction le 20 décembre avec les 12 000 hommes de la division Baird. Toutefois, Moore vit ses plans ruinés en quelques jours par l'évolution rapide de la situation. L'avant-garde britannique entra en contact le 21 décembre avec la cavalerie du maréchal Soult à Sahagún et ce dernier, averti de la présence de l'ennemi, concentra rapidement ses hommes pour faire face à la menace. Moore arrêta sa progression pendant deux jours et reçut le 23 décembre un message du marquis de La Romana l'avertissant que d'importantes forces françaises se dirigeaient vers le nord par la Sierra de Guadarrama et qu'en continuant à avancer de la sorte contre le IIe corps, leurs propres troupes risquaient d'être encerclées et anéanties.

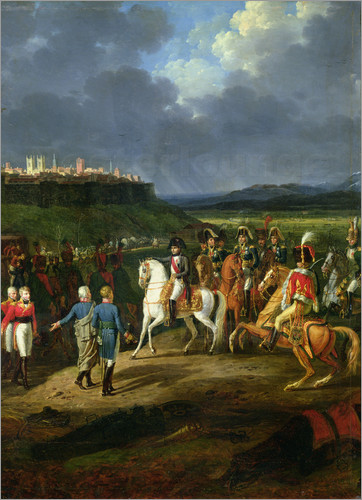
Napoléon se fait présenter une colonne de prisonniers anglais à Astorga, en janvier 1809. Tableau d'Hippolyte Lecomte (1781-1857).

Dans les faits, Napoléon, par l'interrogatoire de prisonniers et une dépêche du général Mathieu Dumas en poste à Burgos, était au courant depuis plusieurs jours des imprudentes manœuvres de son adversaire et le 18 décembre, il donna immédiatement des ordres en vue d'exploiter la situation. L'Empereur projeta une manœuvre en tenaille combinée de ses différents corps afin de couper les Britanniques des ports de la côte atlantique — Vigo, La Corogne et El Ferrol — avant de détruire leurs forces en rase campagne. Pendant que Soult irait fixer l'ennemi avec le IIe corps porté à 30 000 hommes, lui-même tomberait sur les arrières de Moore en escaladant la Sierra de Guadarrama à marches forcées avec une armée de 80 000 hommes regroupant le VIe corps de Ney, la Garde impériale, la division Lapisse du Ier corps et une partie de la réserve de cavalerie. Ne resteraient à Madrid que 36 000 soldats du Ier corps de Victor et du IVe corps de Lefebvre. 
À partir du 21 décembre, l'armée impériale guidée par Napoléon effectua la traversée de la Sierra de Guadarrama en direction du nord, dans des conditions climatiques épouvantables. Sous la neige, les troupes se désorganisèrent et donnèrent des signes d'indiscipline et d'exaspération ; il y eut des incitations à la rébellion et l'Empereur lui-même ne fut pas épargné par les critiques. Ce dernier dut intervenir pour calmer le mécontentement général et donna l'exemple afin de ranimer l'énergie et l'endurance de ses soldats. Il parvint ainsi avec beaucoup de difficultés à les conduire de l'autre côté des montagnes et le 23 décembre, les Français débouchèrent des cols de la Guadarrama à El Espinar. Entre-temps, le général Moore, informé de la marche de Napoléon sur ses arrières, décida de se replier en toute urgence pour échapper à l'encerclement.

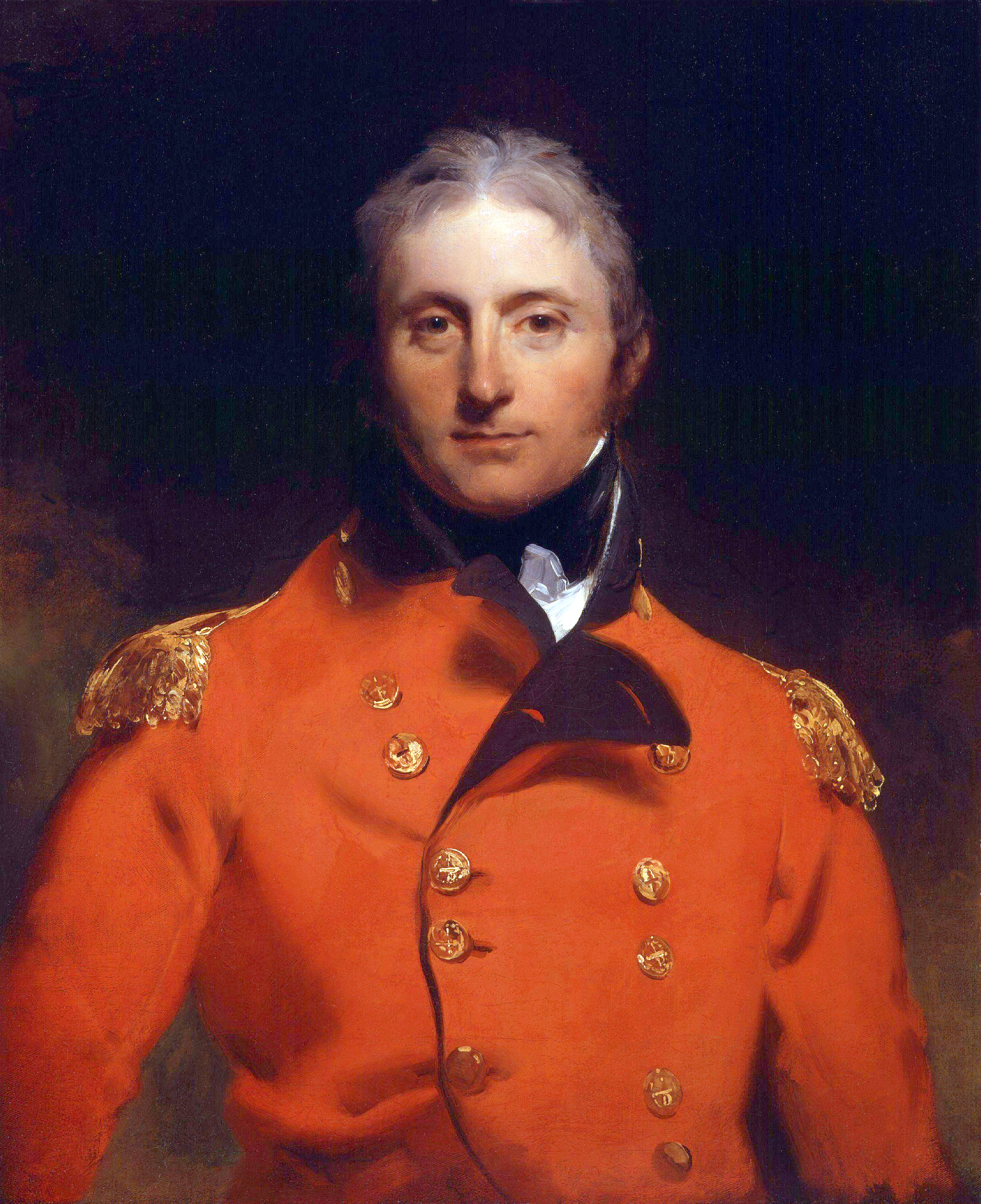
Le général John Moore, commandant en chef le corps expéditionnaire britannique. Toile de Thomas Lawrence (1769-1830).

L'Empereur était soucieux d'accélérer les opérations afin d'intercepter les Britanniques dans leur retraite et il demanda à ses troupes des efforts considérables ; la pluie et la boue retardèrent la progression du VIe corps et de la Garde impériale et semèrent la désorganisation dans leurs rangs. Devant les difficultés rencontrées par les Français, les Britanniques purent se dérober à Aguilar de Campoo et à Valderas ; le 30 décembre, une avant-garde de cavalerie française fut surprise et repoussée par la cavalerie ennemie et son commandant, le général Charles Lefebvre-Desnouettes, fut capturé. Le gros des forces impériales fit sa jonction le 31 décembre avec le IIe corps de Soult et reprit la poursuite au-delà de la rivière Esla. L'Empereur, assombri par les difficultés et par un adversaire qui demeurait insaisissable, continuait à encourager ses soldats exténués car il souhaitait rallier Astorga dans les 24 h. 
Toutefois, la retraite à travers les montagnes gelées se révéla être une épreuve encore plus rude pour l'armée britannique, qui perdit beaucoup d'hommes à cause du froid et de la fatigue. Les désertions et les écarts de conduite au sein de la troupe se multiplièrent et les deux commandants alliés, Moore et La Romana, se disputèrent au sujet d'Astorga. Ce dernier voulait défendre la ville à tout prix mais les Britanniques jugèrent plus prudent de se retirer et les Espagnols, restés seuls, furent attaqués par la cavalerie du maréchal Soult qui captura 1 500 prisonniers à Foncebadón. Entre-temps, la retraite britannique s'effectuait avec de plus en plus de mal ; des soldats venaient grossir chaque jour la masse de déserteurs et de traînards qui s'acheminaient sur les arrières de l'armée et beaucoup d'entre eux tombaient aux mains des colonnes de Ney et de Soult qui suivaient leurs adversaires de près.

### Départ de Napoléon
Napoléon atteignit Astorga le 3 janvier 1809 et constata qu'en dépit des efforts consentis par ses hommes, l'armée britannique était une nouvelle fois parvenue à s'échapper. À ce stade de la campagne, l'Empereur délégua la direction des opérations au maréchal Soult car l'Autriche donnait des signes de réarmement et les intrigues politiques qui se tramaient à Paris en son absence menaçaient directement la stabilité du régime. Dans la nuit, de nouvelles dépêches lui apprirent qu'une guerre avec l'Autriche était imminente et qu'un conjuration exploitant l'incertitude qui régnait au sujet de la situation en Espagne semblait se tramer entre ses ministres Talleyrand et Fouché avec la bénédiction de Murat. Estimant qu'il ne pouvait plus s'attarder davantage dans la péninsule Ibérique, Napoléon se rendit à Valladolid le 8 janvier dans le plus grand secret afin de ne pas accentuer le mécontentement des troupes, même s'il espérait apprendre à tout moment que le corps expéditionnaire britannique avait été rejoint par Soult et contraint à la bataille. Selon les instructions de l'Empereur, le maréchal Ney devait se maintenir sur Astorga avec 16 000 soldats du VIe corps et la Garde impériale devait rétrograder sur Benavente pendant que Soult, à la tête du IIe corps, superviserait la phase finale de la poursuite avec le renfort de la division Mermet du VIe corps, d'une fraction du VIIIe corps et d'une partie de la réserve de cavalerie.

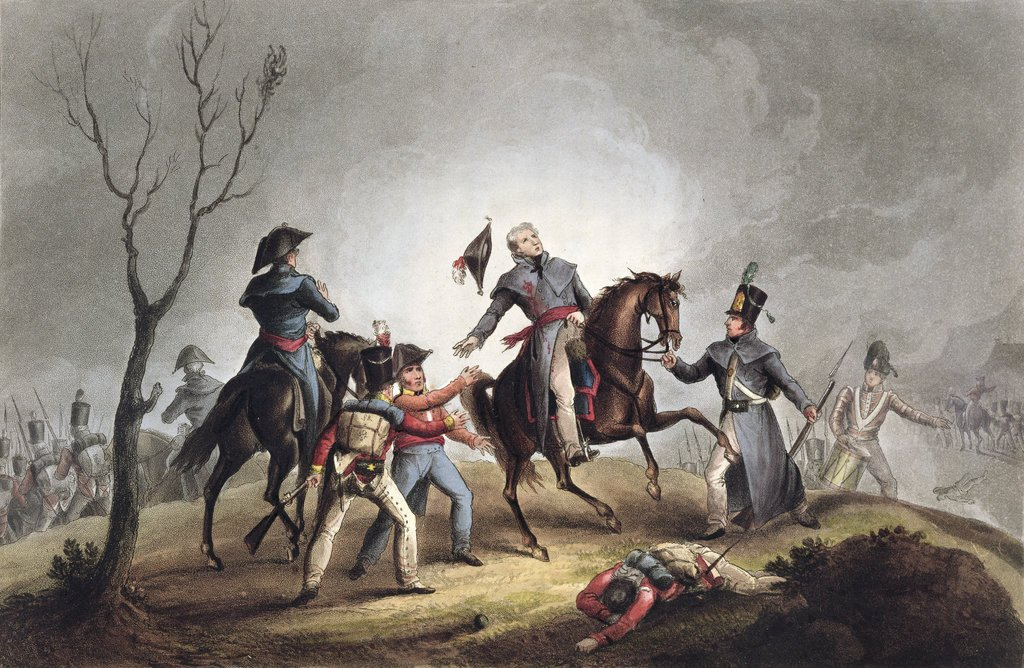
Le général John Moore fut mortellement blessé lors de la bataille de La Corogne. Aquarelle de William Heath gravée par Thomas Sutherland, 1815.

La nouvelle du départ de Napoléon fut très mal accueillie par l'armée et les maréchaux, particulièrement au sein de la Garde impériale. La perspective de demeurer dans cette terre hostile et inhospitalière, infestée par la guérilla, ne réjouissaient pas les principaux commandants qui, sans la présence de leur chef, perdaient beaucoup de leur ardeur et de leur capacité. Cependant, la décision de Napoléon était prise et les informations préoccupantes qu'il reçut le 15 janvier à Valladolid à propos de l'Autriche précipitèrent son départ. Le 17 janvier à 6 h du matin, l'Empereur quitta la ville accompagné des généraux Savary et Duroc, du mamelouk Roustam et du piquet d'escorte des chasseurs à cheval de la Garde. Voyageant sans s'arrêter de jour comme de nuit à bord d'une voiture légère, le souverain atteignit successivement Burgos le 17 janvier, Bayonne le 19 janvier et enfin Paris le 23 janvier à 8 h du matin. Il convoqua immédiatement Talleyrand et, au cours de l'entrevue, prit violemment à partie son ministre des Affaires étrangères à qui il reprocha ses machinations et sa tendance à l'intrigue. 
Parallèlement à ces événements, les troupes britanniques étaient parvenues à échapper aux griffes de leurs poursuivants et au terme d'une pénible retraite à se rembarquer pour la Grande-Bretagne. Le maréchal Soult, qui disposait initialement de 16 500 fantassins et de 3 500 cavaliers, mena les opérations du côté français avec une certaine prudence et sa progression fut fortement ralentie par les destructions systématiques perpétrés par les Britanniques durant leur repli. Un combat d'arrière-garde se déroula à Cacabelos au cours duquel la cavalerie française fit 500 prisonniers. Le général Moore, après avoir initialement projeté de livrer une bataille défensive sous les murs de Lugo le 7 janvier, continua finalement à reculer vers La Corogne sans attendre les troupes de Soult.

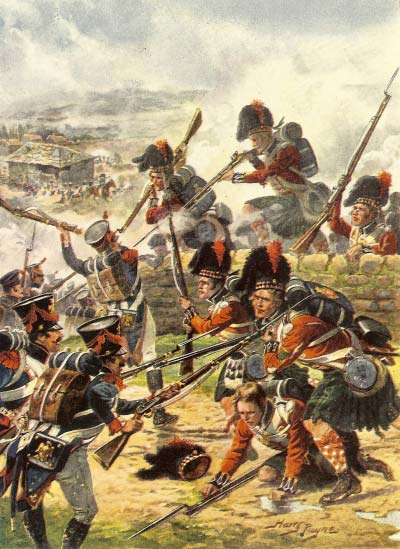
Des fantassins français aux prises avec des Highlanders écossais lors de la bataille de La Corogne. Peinture de Henry A. Payne (1868-1940).

Le 11 janvier 1809, l'armée britannique arriva enfin à La Corogne. Les soldats étaient épuisés par leur marche et les nombreuses privations qu'ils avaient dû endurer. Pour faciliter les opérations d'évacuation, le train d'artillerie et l'ensemble du matériel furent en grande partie détruits ou jetés à la mer et Moore ordonna également de faire sauter les magasins de poudre. Le 14 janvier au soir, une centaine de bateaux de transports et douze navires de guerre en provenance de Vigo arrivèrent dans le port et commencèrent aussitôt à embarquer les malades, les canons et les unités de cavalerie dont les montures avaient été abattues en grand nombre lors de la retraite. Les troupes du maréchal Soult approchaient et le 16 janvier, le commandant français décida d'attaquer les positions britanniques concentrées autour du port avant que ses adversaires ne réussissent à s'embarquer. La bataille de La Corogne qui s'ensuivit fit l'objet de combats acharnés ; Soult engagea trois divisions afin d'enfoncer les Britanniques au centre et à droite de leur ligne et les couper ainsi des quais d'embarquement, mais les défenseurs résistèrent avec opiniâtreté et en dépit de quelques succès français, l'évacuation du corps expéditionnaire fut effective le 17 janvier au petit matin. À un instant critique de la bataille, le général Moore fut mortellement blessé par un boulet français. Ces derniers déployèrent leurs canons contre les navires britanniques stationnés dans la rade et troublèrent la phase finale du processus d'embarquement pendant que leur infanterie se rendait maître des hauteurs de la Corogne et du port de Ferrol.
Peu avant le départ de Napoléon, les autres corps français avaient consolidé leurs conquêtes et repoussé les dernières forces régulières espagnoles. Le maréchal Lefebvre avança au-delà du Tage et refoula les troupes du général Galluzo tandis que le maréchal Victor prit l'offensive contre l'armée espagnole du général Venegas qui se rassemblait au sud de Madrid et l'écrasa le 13 janvier 1809 à la bataille d'Uclès.

## Bilan et conséquences

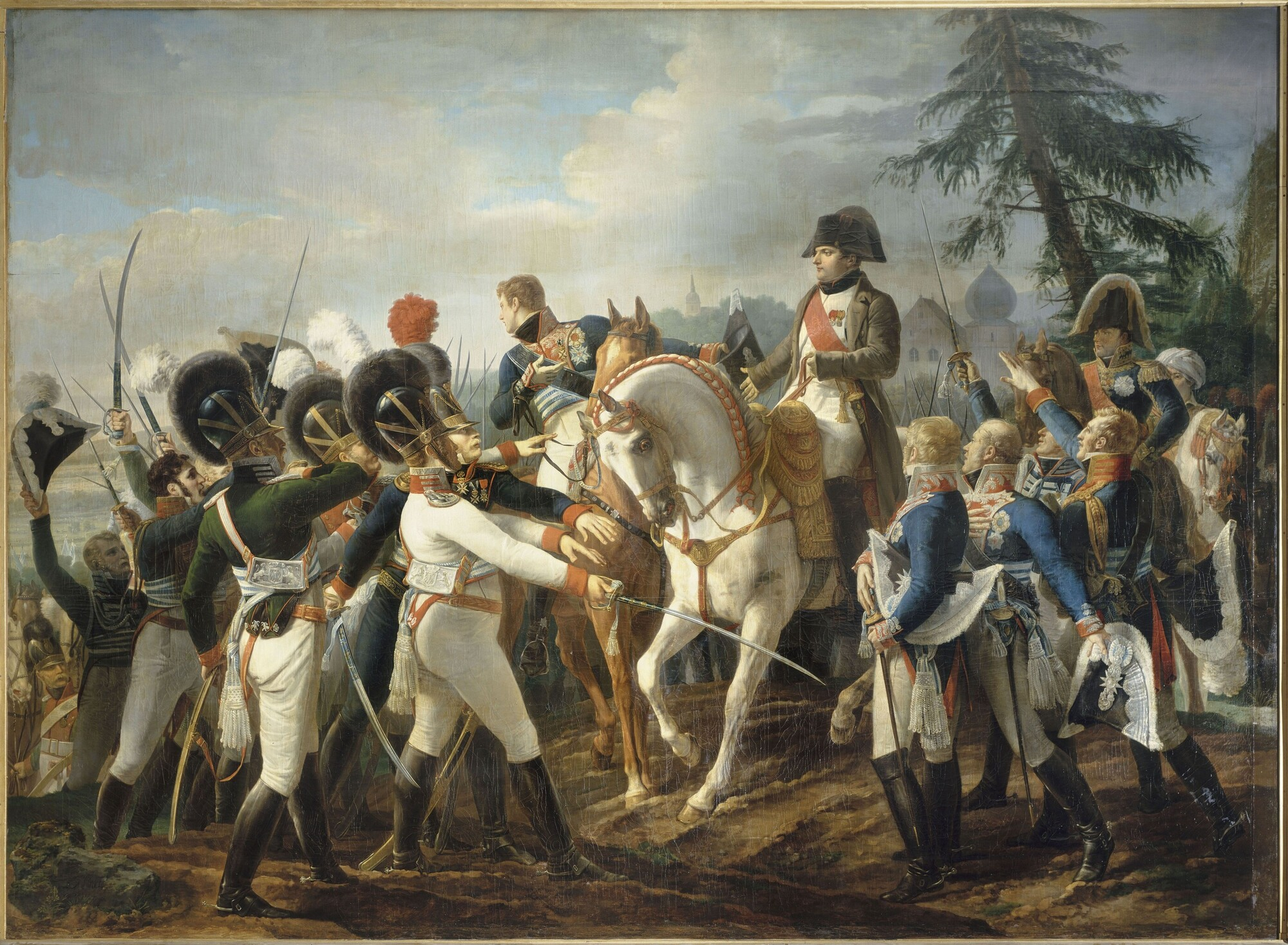
Napoléon haranguant les troupes bavaroises et wurtembourgeoises à Abensberg pendant la guerre de la Cinquième Coalition. Toile de Jean-Baptiste Debret, 1810.

La brève campagne de Napoléon en Espagne se termina donc, en raison de circonstances défavorables et de difficultés pratiques, par un succès français non décisif ; en dépit de cet état de fait, l'Empereur donna une nouvelle démonstration de son génie stratégique en organisant une série de manœuvres magistrales bien coordonnées qui confirmèrent encore une fois son habileté à dominer ses adversaires par la rapidité des mouvements. Cette campagne montra qu'outre ses talents de stratège, son énergie, son activité et sa capacité à galvaniser les soldats demeuraient absolument intactes. En quelques semaines, il parvint à écraser une armée adverse et à contraindre le corps expéditionnaire britannique à une retraite désastreuse et à son départ, la situation des armées françaises en Espagne semblait au beau fixe : les troupes régulières espagnoles étaient détruites, les Britanniques avaient été chassés de la péninsule et Joseph était rentré à Madrid. Seuls restaient à occuper le sud de l'Espagne et le Portugal où se trouvait encore une petite armée aux ordres du général Cradock, qui devrait sans doute se replier elle aussi en cas d'attaque.
Cependant, contrarié à la fois par les distances, la nature du terrain, le climat et par les fautes tactiques commises par ses lieutenants, Napoléon n'était pas parvenu à conclure par une victoire définitive son intervention dans la péninsule Ibérique ; la guérilla restait très active, soutenue par les juntes insurrectionnelles et la population hostile aux Français. Le corps expéditionnaire britannique, bien que très affaibli, avait échappé à la destruction et fut renvoyé au Portugal peu après. L'Empereur aurait sans doute pu occuper aisément Lisbonne et Cadix s'il était resté en Espagne mais en son absence, les maréchaux qui se jalousaient les uns les autres furent incapables de mettre fin à la guerre et subirent plusieurs défaites face aux armées anglo-portugaises commandées par un nouveau général britannique, Arthur Wellesley, le futur Wellington. 
Napoléon dut laisser en Espagne plus de 190 000 hommes de ses meilleures troupes, contingent qui fut continuellement renforcé jusqu'à dépasser les 350 000 hommes en 1811, sans que cela ne mît pour autant un terme aux opérations. Très occupé par la guerre de la Cinquième Coalition puis par les préparatifs de la campagne de Russie, l'Empereur ne retourna jamais en Espagne et le conflit s'éternisa encore durant trois longues années. À partir de ce moment, l'existence d'un deuxième front et la nécessité d'entretenir les armées qui se battaient dans la péninsule Ibérique et en Europe centrale forcèrent Napoléon à faire appel de plus en plus aux conscrits et aux contingents étrangers ; la qualité des troupes s'en ressentit et le mécontentement en France s'accrut. Lorsque l'Empereur entreprit la campagne de Russie en 1812, il ne disposait que d'une partie de ses forces, ayant dû laisser dans la péninsule Ibérique près de 300 000 soldats.